# Vive Textile Recycling
Vive Textile Recycling – spółka z ograniczoną odpowiedzialnością z siedzibą w Kielcach, zajmująca się pozyskiwaniem, sortowaniem i przetwarzaniem odzieży używanej. Największy importer odzieży używanej w Polsce.
Towar przetwarzany przez VTR jest importowany głównie z państw Unii Europejskiej (Niemcy, Holandia, kraje skandynawskie), a także pozyskiwany na terenie kraju. W ofercie firmy znajduje się odzież niesortowana, odzież sortowana, materiały czyszczące oraz odpady odzieżowe. Odbiorcami odzieży są kraje Europy Zachodniej, Wspólnoty Niepodległych Państw, Azji i Afryki.
Posiada, istniejący od 1997 r., Dział Transportu zajmujący się w początkowym okresie transportem i logistyką związaną z główną działalnością firmy. Wraz z biegiem czasu zaczęła świadczyć także usługi transportowe i spedycyjne dla innych firm, zarówno na terenie kraju, jak i za granicą.

## Historia
Początki firmy sięgają 1991 r., gdy w Szczukowskich Górkach została założona mała hurtownia zajmująca się sprzedażą już posortowanej, kupowanej w Holandii, odzieży używanej. W 1992 r. zaczęła rozbudowywać produkcję oraz magazyny, jednocześnie zatrudniając nowych pracowników i rozpoczynając import częściowo posortowanych ubrań. W 1995 r. rozpoczęła skupowanie odzieży do posortowania na terenie kraju. W 2002 r. Vive Textile Recycling przetwarzało dziennie 70 ton odzieży. Całe zaplecze produkcyjne i magazynowe zajmowało ponad 8000 m2, w którym pracowało prawie 400 osób. W nocy z 7 na 8 października 2002 na terenie firmy wybuchł pożar, podczas którego spłonęły wszystkie zabudowania firmy oraz większość towaru w nich zgromadzonych. Spowodowało to zmniejszenie liczby pracowników o ponad połowę oraz ograniczenie produkcji do 40 ton dziennie. Spółka przeniosła się z Górek Szczukowskich do Kielc i ulokowała się w budynkach, które należały do dawnego Chemaru. Dzięki pomocy, udzielonej przez inne podmioty oraz osoby prywatne, nastąpił wzrost produkcji i zatrudnienia, który w połowie 2003 r. było porównywalne z notowanym na początku października 2002. Pod koniec 2004 r. Vive Textile Recycling kupiło 3-hektarową działkę oraz budynki o łącznej powierzchni 17000 m² i zamontowało w nich nowoczesną linię przeznaczoną do sortowania odzieży. Na koniec 2006 r. zatrudnienie w firmie wynosiło 430 pracowników, a poziom produkcji sięgał 2500–3000 ton odzieży miesięcznie.

## Sponsoring
Od 2002 r. VTR jest właścicielem klubu piłki ręcznej – Vive Kielce.